# 24 септември
24 септември е 267-ият ден в годината според григорианския календар (268-и през високосна). Остават 98 дни до края на годината.

## Събития
- 622 г. – Мохамед и неговите последователи завършват своята хиджра от Мека до Медина, за да избегнат религиозни гонения.
- 1689 г. – Български доброволци участват в атаката на Ниш на страната на австрийската армия по време на Австро-турската война.
- 1801 г. – Грузия е анексирана от Русия.
- 1852 г. – Проведен е първият полет с дирижабъл от французина Анри Жифар.
- 1872 г. – В българския храм в Цариград се прочита разпространеното из цяла България послание на Антим I срещу схизмата. Отправени са послания и до всички православни църкви.
- 1915 г. – България в Първата световна война: С указ на цар Фердинанд I за главнокомандващ на Българската армия е назначен генерал-майор Никола Жеков.
- 1918 г. – България в Първата световна война: Избухва бунт сред отстъпващите войски на Българската армия, известен като Войнишко въстание.
- 1923 г. – В Берлин е прожектиран първият озвучен филм.
- 1925 г. – Български бежански въпрос: 42 Правителство на България депозира молба в Обществото на народите за отпускане на Бежански заем от 3 000 000 английски лири.
- 1931 г. – Подписана е първата международна конвенция, ограничаваща лова на китове.
- 1937 г. – Започват първите оперативни учения на българската войска след края на Първата световна война, които се провеждат край Попово и остават в историята като Големите царски маневри.
- 1948 г. – Създадена е японската компания Хонда.
- 1957 г. – В Барселона (Испания) е открит най-големият стадион в Европа – Камп Ноу.
- 1966 г. – Франция извършва детонация на първата си атомна бомба.
- 1968 г. – Есватини е приета в ООН.
- 1970 г. – На Земята успешно се завръща съветската сонда Луна 16 – първият космически апарат, успял да кацне на повърхността на Луната и да вземе образец от повърхността.
- 1973 г. – Гвинея Бисау обявява независимост от Португалия.
- 1975 г. – Дъгъл Хастън и Дъг Скот стават първите британци, които изкачват Еверест.
- 1988 г. – Канадецът Бен Джонсън поставя световен рекорд от 9.79 секунди на 100 м спринт по време на Летни олимпийски игри 1988, но по-късно е дисквалифициран за допинг.
- 1990 г. – ГДР формално излиза от Варшавския пакт.
- 1991 г. – Излиза албумът Nevermind на групата Nirvana.
- 1992 г. – Стартира първото българско частно радио FM+.
- 1993 г. – Нородом Сианук става за втори път крал на Камбоджа след детронацията си.
- 1996 г. – САЩ, Китай, Франция, Русия и Англия подписват Международния договор за забрана на ядрените опити.
- 1998 г. – В Лион (Франция) за пръв път е направена трансплантация на ръка.
- 2000 г. – Сръбският диктатор Слободан Милошевич губи президентските избори.
- 2005 г. – Ураганът Рита връхлита САЩ.

## Родени
- 15 г. – Вителий, римски император († 69 г.)
- 1501 г. – Джироламо Кардано, италиански математик († 1576 г.)
- 1583 г. – Албрехт фон Валенщайн, германски генерал († 1634 г.)
- 1717 г. – Хорас Уолпоул, английски писател († 1797 г.)
- 1820 г. – Александър Дондуков-Корсаков, руски генерал († 1893 г.)
- 1821 г. – Циприан Норвид, полски поет († 1883 г.)
- 1859 г. – Радко Димитриев, български генерал († 1918 г.)
- 1860 г. – Янко Сакъзов, български политик († 1941 г.)
- 1861 г. – Франц Йосиф фон Батенберг, германски принц († 1924 г.)
- 1871 г. – Шарлот Дод, английска тенисистка († 1960 г.)
- 1878 г. – Шарл-Фердинан Рамю, швейцарски писател († 1947 г.)
- 1884 г. – Исмет Иньоню, турски генерал († 1972 г.)
- 1886 г. – Едуард Бах, британски хомеопат († 1936 г.)
- 1895 г. – Андре Курнан, американски физиолог, Нобелов лауреат († 1988 г.)
- 1896 г. – Франсис Скот Фицджералд, американски писател († 1940 г.)
- 1898 г. – Хауард Уолтър Флори, британски химик, Нобелов лауреат за 1945 г. († 1968 г.)
- 1901 г. – Александра Адлер, австрийска невроложка († 2001 г.)
- 1905 г. – Северо Очоа, испански биохимик, Нобелов лауреат за 1959 г. († 1993 г.)
- 1910 г. – Иван Кисьов, български инженер († 1998 г.)
- 1911 г. – Константин Черненко, съветски политик († 1985 г.)
- 1921 г. – Зуко Джумхур, босненски писател († 1989 г.)
- 1930 г. – Джон Йънг, американски астронавт († 2018 г.)
- 1930 г. – Симон Дракул, писател от Република Македония († 1999 г.)
- 1936 г. – Джим Хенсън, американски кукловод († 1990 г.)
- 1938 г. – Александър Александров, български лесовъд
- 1942 г. – Златина Делирадева, български диригент
- 1943 г. – Антонио Табуки, италиански писател († 2012 г.)
- 1943 г. – Здравко Драгнев, български актьор
- 1946 г. – Атанас Киров, български щангист († 2017 г.)
- 1949 г. – Педро Алмодовар, испански режисьор
- 1950 г. – Валентин Гацински, български дипломат († 2015 г.)
- 1951 г. – Красимир Ганев, български журналист
- 1954 г. – Марко Тардели, италиански футболист
- 1961 г. – Григор Захариев, български политик и инженер
- 1961 г. – Рашко Ломски, български боксьор
- 1966 г. – Росен Манчев български художник
- 1970 г. – Орлин Станойчев български тенисист
- 1970 г. – Александрина Пендачанска, българска оперна певица
- 1974 г. – Адриан Минуне, румънски певец
- 1974 г. – Юлиян Янакиев, български футболист
- 1980 г. – Алекс Раева, българска певица и актриса
- 1980 г. – Виктория Пендълтън, английска велосипедистка
- 1980 г. – Ана Калви, английска певица и музикант
- 1980 г. – Йон Арне Рийзе, норвежки футболист
- 1980 г. – Петри Пасанен, финландски футболист
- 1981 г. – Диляна Попова, български фотомодел и актриса

## Починали
- 366 г. – Либерий, римски папа (* ? г.)
- 768 г. – Пипин III, майордом на Австразия (* 714 г.)
- 1180 г. – Мануил I Комнин, византийски император (* 1118 г.)
- 1228 г. – Стефан Първовенчани, сръбски владетел и светец (* ок. 1176 г.)
- 1541 г. – Парацелз, немски лекар (* 1493 г.)
- 1651 г. – Етиен Паскал, френски любител-математик (* 1588 г.)
- 1803 г. – Елена Павловна, Велика руска княгиня (* 1784 г.)
- 1834 г. – Педро I, император на Бразилия (* 1798 г.)
- 1883 г. – Филип Велев, български книжовник и учител (* 1818 г.)
- 1904 г. – Нилс Финсен, датски лекар, Нобелов лауреат през 1903 г. (* 1860 г.)
- 1905 г. – Анастас Дуневски, български революционер (* 1873 г.)
- 1905 г. – Борис Тодев, български революционер (* 1877 г.)
- 1905 г. – Никола Асланов, български революционер (* 1875 г.)
- 1905 г. – Христо Димитров – Кутруля, български революционер (* 1881 г.)
- 1908 г. – Мицо Врански, български революционер (* 1866 г.)
- 1909 г. – Кирил Стоянов, български революционер (* 1878 г.)
- 1920 г. – Инеса Арманд, руска комунистка (* 1874 г.)
- 1920 г. – Петер Карл Фаберже, руски бижутер (* 1846 г.)
- 1945 г. – Ханс Гайгер, немски физик (* 1882 г.)
- 1947 г. – Тома Баялцалиев, български революционер (* 1870 г.)
- 1953 г. – Бертолд Фиртел, австрийски поет, драматург и режисьор (* 1885 г.)
- 1953 г. – Лусиен Леви-Дурмер, френски художник и грънчар (* 1865 г.)
- 1960 г. – Владимир Димитров – Майстора, български живописец (* 1882 г.)
- 1967 г. – Роберт ван Хюлик, нидерландски китаист (* 1910 г.)
- 1980 г. – Иван Остриков, български писател и драматург (* 1929 г.)
- 2003 г. – Благой Шклифов, български езиковед (* 1935 г.)
- 2004 г. – Франсоаз Саган, френска писателка (* 1935 г.)
- 2006 г. – Димитър Инкьов, български писател (* 1932 г.)
- 2007 г. – Андре Горц, френски журналист и философ (* 1923 г.)

## Празници
- Гвинея Бисау – Ден на независимостта (1973 г., от Португалия, национален празник)
- Доминиканска република – Празник на Божията майка от Лас Мерседес
- Камбоджа – Празник на конституцията и коронацията
- Тринидад и Тобаго – Ден на републиката
- ЮАР – Ден на националното наследство